# Leptochiton niasicus
Leptochiton niasicus är en blötdjursart som först beskrevs av Thiele 1906.  Leptochiton niasicus ingår i släktet Leptochiton och familjen Leptochitonidae. Inga underarter finns listade i Catalogue of Life.